# 孔箕
孔箕（？—？），战国时鲁国人。字子京。孔子五代孫，孔鲤玄孙，孔伋曾孙，孔白之孙，孔求之子。
《史記·孔子世家》記為“子家生箕，字子京，年四十六”，生平事蹟不詳，卒年四十六岁。孔箕生平事蹟不詳。《闕里文獻考》等孔氏志書、族書記載孔箕曾為魏国相国，大约相当于魏惠王时。其子孔穿，其孙孔谦，曾孙孔鲋、孔腾、孔树。